# Mercedes-Benz Future Bus
Mercedes-Benz Future Bus — безпілотний електробус виробництва Mercedes-Benz.

## Особливісти
За основу Mercedes-Benz Future Bus був узятий електробус Mercedes-Benz eCitaro. Вхідні двері розташовані праворуч в центрі кузова. Під лобовим склом присутній логотип Mercedes-Benz. Підсвічування фар позначає поточний стан моделі.
Світлотехніка попереду для більш наочної видимості встановлена у вигляді стрічок. Смуга між задніми ліхтарями вказує режим водіння. Білий колір позначає ручне управління, синій — напівавтоматичне.
Сидіння в салоні електробуса представлені у вигляді раковин, покритих килимами. Зовнішня сторона сидінь зелена, тоді як внутрішня — біла. Інформація передається через 43-дюймові монітори зверху, біля других дверей.
Приладова панель складається з інформаційного 12,3-дюймового дисплея. Швидкість показується в центрі дисплея в цифровому вигляді. У разі ручного режиму цифровий спідометр змінюється на звичайний стрілочний спідометр.